# 西云江水库
西云江水库是中国广西壮族自治区南宁市兴宁区境内的一座水库，位于郁江流域西云江上，建于1963年。水库正常库容为3457万立方米，集雨面积为131平方千米，海拔为162.5米。